# Инновационная экономика
Инновационная экономика (экономика знаний, интеллектуальная экономика) — тип экономики, основанной на потоке инноваций, на постоянном технологическом совершенствовании, на производстве и экспорте высокотехнологичной продукции с очень высокой добавленной стоимостью и самих технологий. Предполагается, что при этом в основном прибыль создаёт интеллект новаторов и учёных, информационная сфера, а не материальное производство (индустриальная экономика) и не концентрация финансов (капитала).
Некоторые исследователи (Э. Тоффлер, Ф. Фукуяма, Д. Белл, Дж. Нейсбитт и др.) считают, что для большинства развитых стран в современном мире именно инновационная экономика обеспечивает мировое экономическое превосходство страны, которая её создаёт.
В настоящее время в число стран с инновационной экономикой и развитым венчурным бизнесом — важнейшей составляющей инновационной экономики — входят США, Германия, Япония, Австралия, Канада, Швеция, Финляндия, Сингапур, Израиль и другие страны.

## Возникновение
Теорию инновационной экономики создал австрийский экономист Йозеф Шумпетер в начале XX века. Его монография «Теория экономического развития» была издана в 1911 году и переиздана в 1926 и 1934 годах. Теория экономического развития постоянно углублялась многими выдающимися учеными, включая лауреатов Нобелевской премии по экономике. Йозеф Шумпетер первым ввел различия между ростом и развитием экономики, дал определение инновации и классифицировал их следующим образом:

Эта концепция (инновации) включает пять случаев:
1. Создание нового товара, с которым потребители ещё не знакомы, или нового качества товара.
2. Создание нового метода производства, ещё не испытанного в данной отрасли промышленности, который совершенно не обязательно основан на новом научном открытии и может состоять в новой форме коммерческого обращения товара.
3. Открытие нового рынка, то есть рынка, на котором данная отрасль промышленности в данной стране ещё не торговала, независимо от того, существовал ли этот рынок ранее.
4. Открытие нового источника факторов производства, опять-таки независимо от того, существовал ли этот источник ранее или его пришлось создать заново.
5. Создание новой организации отрасли, например, достижение монополии или ликвидация монопольной позиции.

К середине XX-века стал формироваться отдельный вектор поощрения инновационного развития национальных экономик, включая развитие профильного высшего образования, инвестиций во внедрение практических научных достижений, поощрения креативных идей и предпринимателей и т. д. Перспектива данной модели была признана не только в развитых странах Запада, но и в коммунистическом блоке. В СССР выдающийся русский экономист и социолог Николай Дмитриевич Кондратьев одним из первых рассмотрел ключевые тенденции динамики макроэкономического развития и, в частности, сделал акцент на технологическом развитии стран Европы.
Во второй половине XX века ведущие в научно-техническом отношении страны мира создали постиндустриальное общество, в котором сектор инновационной экономики стал доминирующим. И эту экономику принято называть инновационной, поскольку инновации создавались и использовались во всех отраслях и сферах экономики и жизнедеятельности.
Главным толчком массовой генерации инноваций и создания инновационной экономики стал накопленный высококачественный и креативный человеческий капитал.
Работа Белла о постиндустриальной экономике описывает следующую трансформацию, в которой сверхприбыль создаётся не за счёт производства, а за счёт организации новых рынков. Инновационная экономика является следующей экономической формацией, которая приходит на смену индустриальной экономике.
Инновационная экономика впервые появилась в США. Известный американский футуролог Э. Тоффлер указывает её начало — 1956 г. «первый символический показатель исчезновения экономики дымящих труб Второй Волны и рождения новой экономики Третьей Волны: „белые воротнички“ и служащие численно превзошли заводских рабочих с „синими воротничками“» (Э. Тоффлер «Третья волна»).

## Базовые принципы, признаки и индикаторы инновационной экономики
Инновационная экономика характеризуется следующими базовыми принципами, признаками и индикаторами:
- Высокий индекс экономической свободы
- Высокий уровень развития образования и науки
- 4-6-е технологические уклады экономики
- Высокое и конкурентоспособное качество жизни
- Высокие стоимость и качество человеческого капитала в его широком определении
- Высокая конкурентоспособность экономики
- Высокая доля инновационных предприятий (свыше 60-80 %) и инновационной продукции
- Замещение капиталов
- Конкуренция и высокий спрос на инновации
- Избыточность инноваций и, как следствие, обеспечение эффективности части из них за счет конкуренции
- Инициация новых рынков
- Принцип разнообразия рынков
- Развитая индустрия знаний и их высокий экспорт.

### Замещение капиталов
Замещение капиталов происходит на каждом этапе инновационного процесса. Государство финансирует фундаментальную науку через научные гранты, вложения в инновационную инфраструктуру. Это привлекает разного рода научные коллективы, которые конкурируют между собой за получение финансирования всевозможных исследований и разработок. Задача этого этапа — получить избыток инновационных идей, понимая, что большинство из них не увенчаются успехом, но это позволяет создать условия для замещения капитала. Патенты приобретаются частными фирмами, чьи акции покупают инвесторы в надежде на получение сверхприбыли. Таким образом, инновационная экономика получает следующий приток финансирования уже не за счёт государства, а за счёт частных инвесторов.
Как только разработки достигают следующего уровня, инновационные компании вырастают до состояния, когда становятся интересными для более крупных корпораций, инновационных и венчурных фондов и прочих организаций. Таким образом, ещё до этапа доведения будущих разработок до опытных образцов, рынок разогревается, начинают привлекаться иностранные инвесторы, производственные компании, покупающие разработки, на основе которых они смогут запустить технологические новинки. К примеру, корпорация Интел объявляя, что к 2015 году она создаст компьютер на основе нанотехнологий, уже сегодня обеспечивает рост своих акций. В конце процесса идёт замещение капитала конечным потребителем изделий, в которых собраны самые разнообразные разработки, о которых он знает только то, что содержится в их рекламе. При этом никто не финансирует всю цепочку от научной идеи до конечного изделия.
Замещение капиталов происходит на нескольких рынках одновременно. На каждом последующем этапе инновационного процесса замещение происходит со все большей выгодой. Инновационная экономика построена на том, что ещё несуществующие разработки или идеи, большинство из которых не имеют практического значения сами по себе, уже сейчас закладываются в основу новых рынков инновационных продуктов. Замещение капиталов происходит несколько раз.
В инновационной экономике — основной процесс замещения капиталов — замещение физического и природного капиталов в национальном богатстве человеческим капиталом.
Национальный человеческий капитал России отстает в росте своей стоимости и качества от ведущих стран мира и конкурентов.

### Избыточность и конкуренция
Инновационная экономика предполагает избыточное количество своей продукции, услуг и агентов на каждой стадии инновационного процесса: избыток знаний, идей, разработок, патентов, высоких технологий, компаний, предпринимателей, ученых, инфраструктур и т. д. Эта избыточность инициирует и поддерживает конкуренцию, которая приводит к повышению разнообразия и качества товаров и услуг и к росту производительности труда за счет избыточности инноваций и конкуренции между ними. Эффективные инновационные системы развитых стран поддерживают конкуренцию. Это главное отличие рыночной экономики с конкурентными рынками во всех отраслях и сферах экономики от нерыночной экономики с низким индексом экономической свободы. Конкуренция является двигателем развития личности, экономики, общества и человеческого капитала, как главного интенсивного фактора развития.
Инновационная рыночная экономика предполагает одновременный рост разного рода рынков, который обеспечивается в случае, если есть разнообразная избыточность, которую можно получить только при очень высокой производительности труда и высоких технологиях. Избыточность научных открытий, изобретений, идей, профессионалов и т. д. инициируется научной и инновационной системами в зависимости от потребностей и спроса потребителей. В то же время креативность ученых и инноваторов, конкуренция между ними подвигают их на опережение роста предложения инноваций над их спросом со стороны экономики и общества. В этом и проявляется опережающее развитие человеческого капитала и его ведущая роль в современной экономике как фактора развития.
В рамках инновационной системы совместно с наукой и системой образования происходит стимулирование создания различных компаний — разработчиков инноваций. Это делается за счёт строительства центров коллективного пользования научным оборудованием, технопарков, особых налоговых зон, льгот и дотаций. Одновременно с этим должен создаваться избыток финансовых институтов, задействованных в инновационной экономике, чтобы инвесторы конкурировали между собой за покупку акций стартапов.

### Инициация новых рынков
Инновационная экономика строится через образование новых рынков. На новых рынках идей, разработок, интеллектуальной собственности, инновационных продуктов заменяются старые структуры экономики и переводятся в новое качество.
В качестве отдельного рынка создаётся рынок всевозможных разработок новых организационных форм для компаний и структур инновационной экономики.
Используются такие организационные формы, как технопарки при университетах, корпоративные учебные центры, кластеры малого бизнеса, бизнес-инкубаторы для инновационных компаний, центры трансфера технологий при исследовательских институтах, специальные торговые площадки для инновационной сферы.

### Принцип разнообразия рынков
1. Рынок инновационных продуктов и услуг, их ожиданий.
2. Рынок интеллектуальной собственности.
3. Рынок интеллектуального труда и конкурентоспособных профессионалов высокой квалификации.
4. Рынок инвестиций.
5. Рынок знаний и идей.
6. Рынок инноваций.
7. Рынок новых организационных форм инновационных и научных организаций.
8. Рынок инновационных менеджеров и бизнес-агентов.
9. Рынок услуг. Например, эксплуатация, лизинг и аренда сложного научного и высокотехнологичного оборудования.

## Инфраструктура инновационной экономики
Для развития инновационной экономики и стимулирования процесса формирования новых рынков необходимо создавать особую инновационную инфраструктуру и институты поддержки инновационного процесса:
1. Развитие конкуренции с целью формирования спроса и предложения инноваций и их избыточности.
2. Создание эффективных наукоемких производств, секторов и отраслей.
3. Формирование процессов диффузии технологий к их потребителям.
4. Модернизация экономики и инфраструктуры.
5. Модернизация и повышение эффективности человеческого капитала в направлении повышения его креативности и инновационности.
6. Независимая экспертиза исследовательских проектов, направлений исследований, а также научных и инженерных коллективов.
7. Законодательство, регулирующие отношения в сфере инновационной экономики.
8. Форсайт-центры, форсайт-проекты, создание дорожных карт, которые позволяют снизить риски внедрения новых продуктов и координировать усилия коллективов-разработчиков.
9. Разнообразные экспертные и научные прогнозные организации, сообщества и сети, позволяющие формировать видение будущего.
10. Специализированные образовательные центры (например, Массачусетский технологический институт, Стэнфордский университет), институты и школы, позволяющие готовить не только учёных и инженеров, но и предпринимателей, способных к продвижению инновационных проектов.
11. Центры коммерциализации технологий и разработок.